# Tuwi Saya
Tuwi Saya is een bestuurslaag in het regentschap Aceh Barat van de provincie Atjeh, Indonesië. Tuwi Saya telt 66 inwoners (volkstelling 2010).